# Marion Kazemi
Marion Kazemi (* im Februar 1948 in Göttingen) ist eine deutsche Archivarin und Wissenschaftshistorikerin.

## Leben und Wirken
Marion Kazemi absolvierte von 1967 bis 1970 eine Ausbildung zur Bibliothekarin für Wissenschaftliche Bibliotheken und arbeitete anschließend an der Universitätsbibliothek der Freien Universität Berlin. Ab 1971 studierte sie an der Freien Universität Berlin Biologie und Informations- und Dokumentationswissenschaft. 1975 legte sie das Diplom im Fach Biologie ab und arbeitete von 1976 bis 1979 am Institut für Pflanzenernährung der Technischen Universität Berlin. 1979 wurde sie zum Dr. rer. nat. promoviert. Von 1979 bis 1981 war sie in Berlin im Schuldienst tätig und wurde 1982 wissenschaftliche Mitarbeiterin im Archiv der Max-Planck-Gesellschaft in Berlin-Dahlem. Ihr Arbeits- und Publikationsschwerpunkt ist die Geschichte der Kaiser-Wilhelm-/Max-Planck-Gesellschaft.
Marion Kazemi ist Mitglied der Gesellschaft für Wissenschaftsforschung. Sie war mit Lorenz Friedrich Beck Herausgeberin der von Eckart Henning begründeten Veröffentlichungen aus dem Archiv der Max-Planck-Gesellschaft.

## Schriften
- mit Eckart Henning: Chronik der Kaiser-Wilhelm-Gesellschaft zur Förderung der Wissenschaften. Archiv zur Geschichte der Max-Planck-Gesellschaft, Berlin 1988, ISBN 3-927579-00-9.
- mit Eckart Henning: Chronik der Max-Planck-Gesellschaft zur Förderung der Wissenschaften unter der Präsidentschaft Otto Hahns (1946–1960). Archiv zur Geschichte der Max-Planck-Gesellschaft, Berlin 1992, ISBN 3-927579-04-1.
- mit Eckart Henning: Dahlem – Domäne der Wissenschaft. Generalverwaltung der Max-Planck-Gesellschaft, Referat Presse und Öffentlichkeitsarbeit, München 1993. Neuauflage: Archiv zur Geschichte der Max-Planck-Gesellschaft, Berlin 2002, ISBN 3-927579-16-5.
Englisch: Dahlem – domain of science. Archiv zur Geschichte der Max-Planck-Gesellschaft, Berlin 2009, ISBN 978-3-927579-16-5.
- mit Eckart Henning: Chronik der Max-Planck-Gesellschaft zur Förderung der Wissenschaften. 1948–1998. Duncker und Humblot, Berlin 1998, ISBN 3-428-09068-3.
- Eckart Henning: Wissenschaftliche Mitglieder der Max-Planck-Gesellschaft zur Förderung der Wissenschaften im Bild. Zusammengestellt von Eckart Henning und Dirk Ullmann. Unter Mitarbeit von Marion Kazemi. Duncker und Humblot, Berlin 1998, ISBN 3-428-09068-3.
- Das Kaiser-Wilhelm-Institut für Tierzuchtforschung in Rostock und Dummerstorf 1939–1945. In: Dahlemer Archivgespräche. 8/2002, ISSN 1431-6641, S. 137–163.
- mit Eckart Henning: Führer durch das Archiv zur Geschichte der Max-Planck-Gesellschaft. Anlässlich des 25jährigen Jubiläums, 1978–2003. Archiv zur Geschichte der Max-Planck-Gesellschaft, Berlin 2003, ISBN 3-927579-17-3.
- Gelehrten-Nachlässe im Archiv zur Geschichte der Max-Planck-Gesellschaft und ihre Bedeutung für die Forschung. In: Archive in Thüringen. Herausgegeben im Auftrag des Thüringer Kultusministeriums. Sonderheft 2004, S. 24–29 (online, PDF; 1,7 MB).
- Nobelpreisträger in der Kaiser-Wilhelm-/Max-Planck-Gesellschaft zur Förderung der Wissenschaften. Archiv zur Geschichte der Max-Planck-Gesellschaft, Berlin 2002, ISBN 3-927579-15-7. 2. Auflage 2006.
- mit Eckart Henning: Die Harnack-Medaille der Kaiser-Wilhelm-/Max-Planck-Gesellschaft zur Förderung der Wissenschaften, 1924–2004. Archiv zur Geschichte der Max-Planck-Gesellschaft, Berlin 2005, ISBN 3-927579-21-1.
- Eine Gründung in schwerer Zeit – das Kaiser-Wilhelm-Institut für Meeresbiologie in Wilhelmshaven (1947–1948). In: Horst Kant, Annette Vogt (Hrsg.): Aus Wissenschaftsgeschichte und -theorie. Hubert Laitko zum 70. Geburtstag überreicht von Freunden, Kollegen und Schülern. Engel, Berlin 2005, ISBN 3-929134-49-7, S. 345–377 (online, PDF; 7,3 MB).
- Biologie in Berlin. Die biologischen Institute der Kaiser-Wilhelm-/Max-Planck-Gesellschaft. In: Ekkehard Höxtermann (Hrsg.): Lebenswissen. Eine Einführung in die Geschichte der Biologie. Natur und Text, Rangsdorf 2007, ISBN 978-3-9810058-4-4, S. 395–423.
- (Red.): Max Planck und die Max-Planck-Gesellschaft (= Veröffentlichungen aus dem Archiv der Max-Planck-Gesellschaft. Band 20). Archiv der Max-Planck-Gesellschaft, 2008 (online, PDF; 80 kB).
- mit Eckart Henning: Chronik der Kaiser-Wilhelm-/Max-Planck-Gesellschaft zur Förderung der Wissenschaften. 1911–2011 (= 100 Jahre Kaiser-Wilhelm-/Max-Planck-Gesellschaft zur Förderung der Wissenschaften. Teil I). Duncker und Humblot, Berlin 2011, ISBN 978-3-428-13623-0.